# 武田信守
武田信守（日语：／ Takeda Nobumori，？—1455年）是日本室町時代中期武將，武田氏第15代家督，甲斐國守護大名。第14代家督武田信重之子、第16代家督武田信昌之父。通稱彌三郎。 

## 生平
父親信重於寶德2年（1450年）逝世，信守因而繼承為家督，但是實權由守護代跡部氏掌握，沒有留下任何明顯的政治事件紀錄，成為家督後短短五年內去世。有記載武田信守留下打倒守護代跡部氏的遺言，但是未能確定。嫡子武田信昌成功繼承家督之位。 
墓地現仍存在於笛吹市八代町的八代能成寺（現在位於山梨縣甲府市東光寺町）。 